# Thérèse de Dillmont

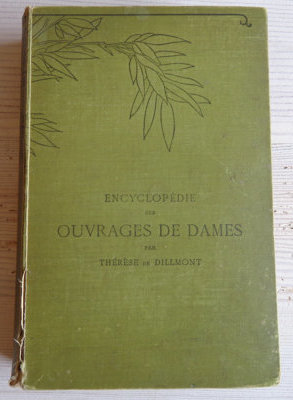
Encyclopédie des ouvrages de dames.

Thérèse de Dillmont, née le 10 octobre 1846 à Wiener Neustadt en Autriche, et morte le 22 mai 1890 à Baden-Baden en Allemagne, est une brodeuse, éditrice et écrivaine aristocrate autrichienne.

## Biographie
Thérèse Maria Josepha de Dillmont est née en 1846. Elle est la plus jeune d'une fratrie de cinq enfants. Sa mère s'appelait Franziska Schwendtenwein. Son père, Ferdinand de Dillmont, était professeur d'architecture à l'Académie militaire thérésienne de l'armée fédérale autrichienne. Après la mort de son père en 1857, sa mère demande à l’empereur François-Joseph de pourvoir à l’éducation de ses filles, comme c’était la coutume, pour les orphelines nobles et aristocrates. Thérèse est alors élevée et éduquée à Vienne. En 1864, elle est admise à l’Académie de broderie de Vienne. Ses études terminées, elle ouvre avec sa sœur Franziska, qui prend  le nom de Fanny, un magasin de broderie et de passementerie et y donne des cours. Fanny reste à Vienne, où elle fait publier deux ouvrages sur le crochet, sous le nom de Fanny von Dillmont. Elle meurt en 1920 et est enterrée à Wiener Neustadt.
Thérèse de Dillmont se rend à Paris pour visiter l'Exposition universelle de 1878. Elle fait la connaissance de l'industriel Jean Dollfus-Mieg. Ce dernier voit l'importance des créations de broderie de Thérèse de Dillmont et tout le potentiel qu'elle apporterait à son entreprise. Il réussit à la persuader de venir s'installer à Dornach, un quartier de Mulhouse où est située l'entreprise DMC, afin d'y fonder une école de broderie. 
Ce n'est qu'en 1884, que Thérèse de Dillmont quitte l'Académie de broderie de Vienne pour s'installer en Alsace à Mulhouse. C'est là, qu'elle a écrit son Encyclopédie des ouvrages des dames, publiée en 1886. Le livre rassemble des milliers de motifs textiles de différents pays, dont l'Égypte, la Bulgarie, la Turquie et la Chine. Elle écrit par la suite d'autres ouvrages spécialisés, notamment Album de broderies au point de croix, La broderie sur lacis, Alphabets et Monogrammes, Le macramé, Le filet Richelieu, La broderie au passé et  La soutache et son emploi.
Ses ouvrages sont édités chez les Éditions Th. de Dillmont, S. à r. l., basées à Mulhouse.

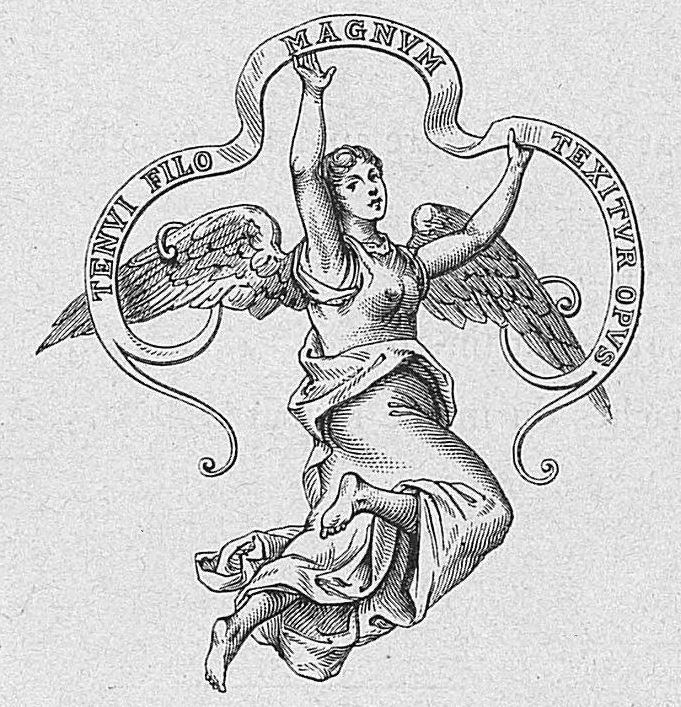
Logo des Éditions Th. de Dillmont,

Thérèse de Dillmont et sa sœur ouvrent des boutiques, à Vienne et à Paris, puis à Berlin et à Londres.
En 1889, Thérèse de Dillmont épouse l’homme d’affaires Joseph Friedrich Scheuermann et renonce à son partenariat professionnel avec DMC. Victime de l’épidémie de grippe qui sévit à cette époque, elle meurt, 4 mois après son mariage, le 22 mai 1890, à Baden-Baden. Elle y est inhumée jusqu’en 1909, date à laquelle ses cendres sont  transférées dans le caveau familial de Wiener Neustadt où reposent déjà sa sœur et ses parents.